# 호소자
《호소자》(好小子, Young Dragons: Kung Fu Kids)는 타이완에서 제작된 장미군 감독의 1986년 액션 영화이다. 안정국 등이 주연으로 출연하였다.

## 출연

### 주연
- 안정국
- 진혜루
- 진승영
- 좌효호

## 한국어 더빙 성우진(KBS, 1999년 2월 16일)
- 이정은
- 임수아
- 김정호
- 유지영
- 한인숙
- 최문자
- 신흥철
- 성창수
- 김수중
- 박미선
- 손선근

## 기타
- 무술: 임만장